# Le Caveau de la Huchette
Pour les articles homonymes, voir Caveau et Huchette (homonymie).
 (avril 2009).
Si vous disposez d'ouvrages ou d'articles de référence ou si vous connaissez des sites web de qualité traitant du thème abordé ici, merci de compléter l'article en donnant les références utiles à sa vérifiabilité et en les liant à la section « Notes et références ».
Le Caveau de la Huchette est un club de jazz français, créé par Maurice Goréguès en 1948, situé à Paris, 5 rue de la Huchette, en plein Quartier latin (5e arrondissement), dans la même rue que le mythique théâtre de la Huchette. C'est l'un des lieux mythiques du jazz à Paris.

## Historique
Le club est installé dans une cave qui, selon la légende, servit d'abord de lieu de rendez-vous secret aux Templiers et aux Rose-Croix, puis aux francs-maçons,,.
Pendant la Révolution française y sont organisés des procès secrets. Les détenus sont exécutés dans la foulée soit avec la guillotine qui y est installée, soit jetés dans un puits qui existe toujours de nos jours.
Devenu club de jazz en 1949, il accueille les plus grands musiciens du genre : 
Lionel Hampton, Count Basie, Art Blakey, Memphis Slim, Bill Coleman, Harry 'Sweets' Edison, Rhoda Scott, Maxim Saury, Claude Luter, Jean-Christian Michel, Georges Arvanitas, Claude Bolling, Wild Bill Davis (en), Marc Laferrière, Boris Vian...
Le Caveau de la Huchette est depuis 1970 la propriété du vibraphoniste français Dany Doriz.

## Films tournés au Caveau de la Huchette
- 1958 : Les Tricheurs, de Marcel Carné
- 1976 : La Première Fois, de Claude Berri
- 1985 : Rouge Baiser, de Véra Belmont
- 2014 : Yves Saint Laurent, de Jalil Lespert

Damien Chazelle y fait une référence dans La La Land (2016) en montrant l'enseigne et en filmant une scène avec Ryan Gosling jouant du piano censée se passer dans le club.

## CDs
- Un triple CD L'Anthologie - Caveau de la Huchette - 1965-2017 retrace l'histoire récente du Caveau chez Frémeaux & Associés ()